# Онцо
Онцо (італ. Onzo, ліг. Onso) — муніципалітет в Італії, у регіоні Лігурія, провінція Савона.
Онцо розташоване на відстані близько 440 км на північний захід від Рима, 80 км на південний захід від Генуї, 45 км на південний захід від Савони.
Населення — 221 особа (2014).

## Демографія
Населення за роками:

Станом на 1 січня 2023 року в муніципалітеті офіційно проживав 31 іноземець з 6 країн, серед них 15 громадян країн Євросоюзу.

## Сусідні муніципалітети
- Акуїла-ді-Аррошія
- Казанова-Лерроне
- Кастельб'янко
- Назіно
- Ортоверо
- Ранцо
- Вендоне